# Jean Georges Radziwiłł
Jean Georges Radziwiłł en lituanien: Jonas Jurgis Radvila, polonais:Jan Jerzy Radziwiłł, (8 janvier 1588-18 décembre 1625), 2e ordynat de Niasvij, castellan de Trakai (1613). Il est le fils de Nicolas Christophe Radziwiłł (1549–1616) et de Élisabeth Euphémie Wiśniowiecka

## Mariage et descendance
En 1609, il épouse Éléonore, fille de Janusz Ostrogski (pl). Le couple n'a pas d'enfant.

## Sources
- Notices d'autorité :   - VIAF
  - ISNI
  - Pologne
  - NUKAT

- (pl) Cet article est partiellement ou en totalité issu de l’article de Wikipédia en polonais intitulé « Jan Jerzy Radziwiłł » (voir la liste des auteurs).